# Fryne

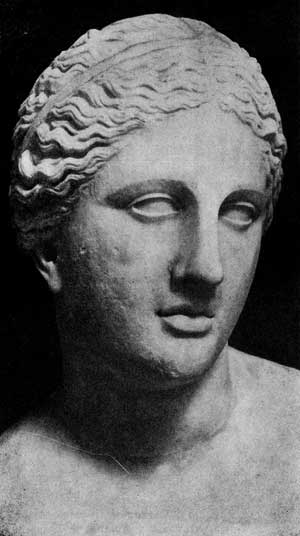
Colonna-Venus, antik kopia av Afrodite från Knidos av Praxiteles.

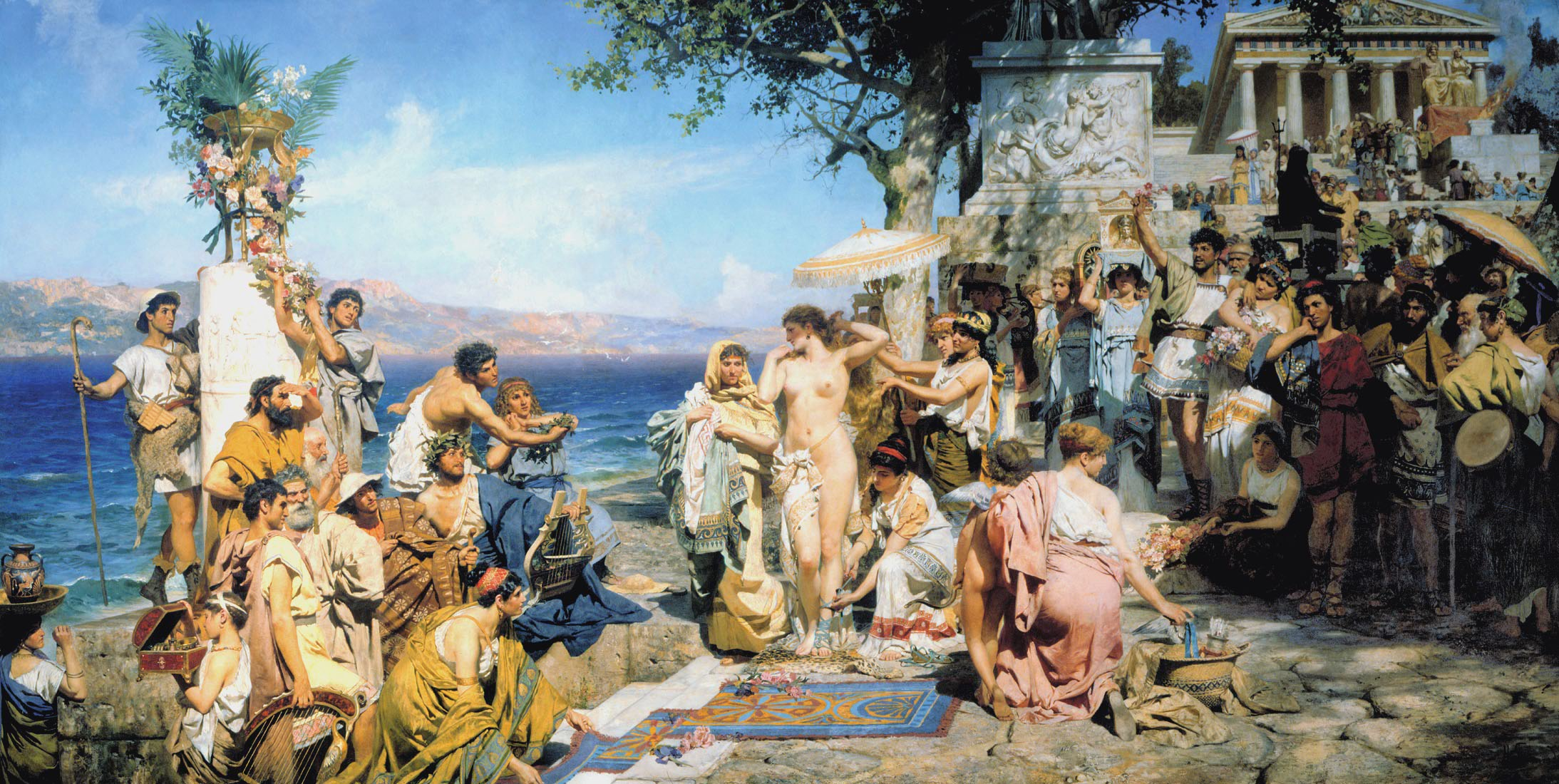
Fryne under Poseidonia i Eleusis av Henryk Siemiradzki, c. 1889. En illustration av den berömda legenden om hur Fryne regelbundet badade naken i havet under poseidonia-festivalen.

Fryne (grekiska Φρύνη, latin Phryne), född cirka 371 f.Kr., död okänt år, var en berömd hetär i Antikens Grekland. Hon är berömd i historien för rättegången mot henne, under vilken hon försvarades av Hypereides, som enligt legenden ska ha blottat henne naken för att beveka domstolen med hennes skönhet. Hon ska också ha stått modell för Afrodite från Knidos av Praxiteles.

## Biografi
Fryne föddes som dotter till Epicles i Thespiai i Boeotien. Kort efter hennes födelse förstördes hennes födelsestad av Thebe efter Slaget vid Leuktra. Hennes ursprungliga namn var Mnesarete (gammalgrekiska Μνησαρετή (till dygdens ära)), men fick som hetär yrkesnamnet Fryne (som betyder padda), vilket ska ha berott på att hon hade en gulaktig hudton.

### Berömmelse
Fryne blev som vuxen verksam som hetär i Aten.  Hon var mycket framgångsrik, och ska ha samlat ihop en förmögenhet. Det finns många olika anekdoter om henne. 
Enligt Athenaeus brukade Fryne under festivalerna vid Eleusis och Poseidonia bada naken i havet, något som inspirerade Apelles att avbilda henne som Aphrodite Anadyomene, det vill säga Afrodite som stiger naken ur havet. Denna historia anses bara var en del av legendfloran.
Frynes älskare Praxiteles ska ha använt henne som modell för Afrodite från Knidos, den första avbildningen av kärleksgudinnan Afrodite som naken. Praxiteles ska också ha gjort ytterligare två statyer av henne: en där hon föreställde Eros för templet i Thespiai, och en porträttstaty av henne i guld som placerades mellan statyerna av Archidamos III och Filip II av Makedonien i Apollos tempel i Delfi. Dessa historier betraktas som sanna, då statyernas existens är omvittnade.
Diogenes Laërtius påstår att hon vid ett tillfälle gjorde ett misslyckat försök att förföra Xenocrates, men det anses inte stämma.
När Thebe återuppbyggdes 315 f.Kr, ska hon ha erbjudit sig att återuppbygga dess murar, som hade förstörts av Alexander den store 336 f.Kr, med förbehållet att orden "förstörda av Alexander, återuppförda av kurtisanen Fryne" skulle skrivas på murarna, men myndigheterna avböjde hennes erbjudande. Denna historia är obekräftad.

### Rättegången

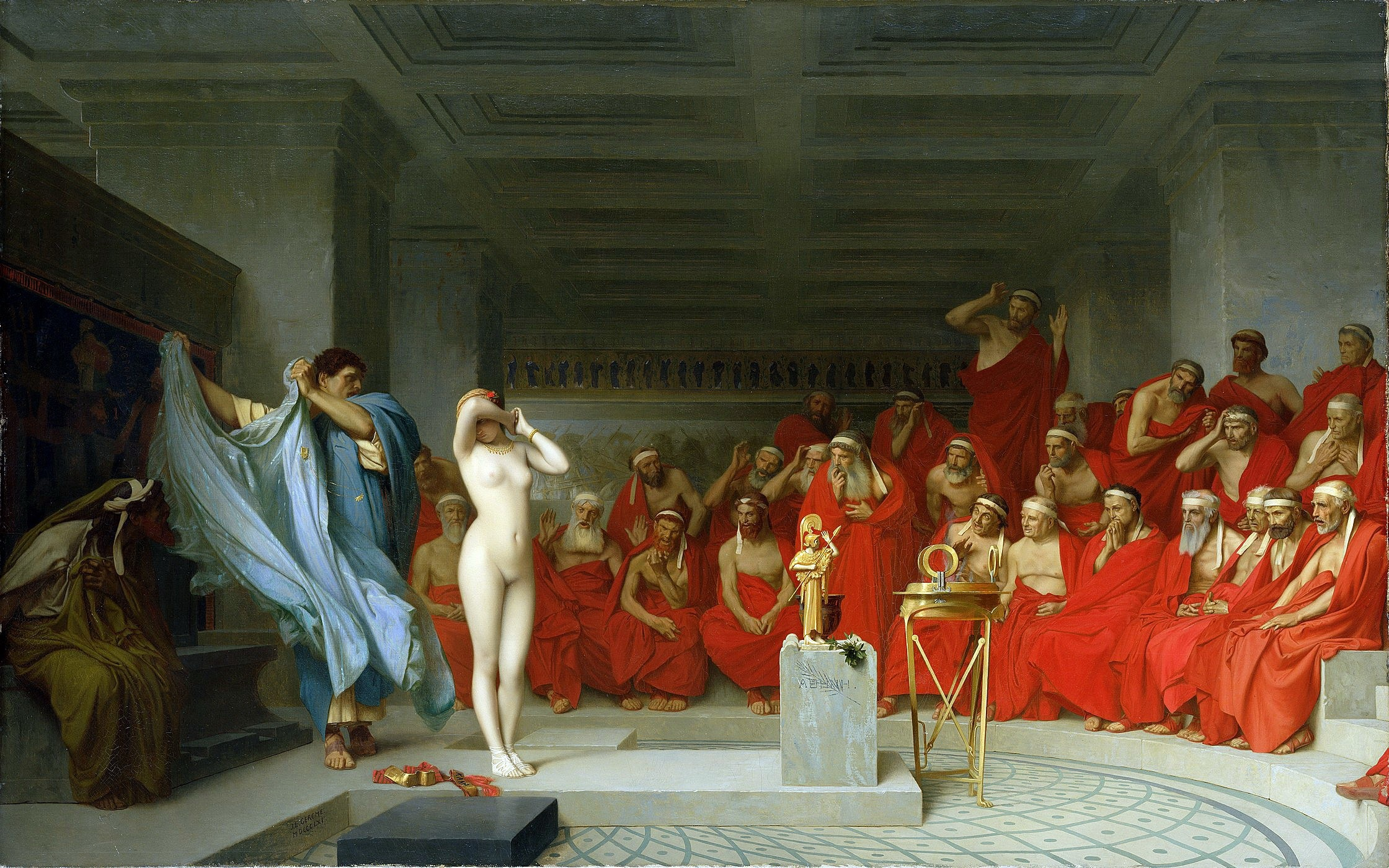
Jean-Léon Gérôme, Fryne inför Areopagen, 1861

Fryne är främst känd för rättegången mot henne. Hon ställdes inför rätta för någon form av brott som stadgade dödsstraff. Hennes påstådda brott beskrivs inte, men anges i vissa källor ha varit någon form av brist på respekt gentemot religionen. Hon blev under processen försvarad av Hypereides, som ska ha tillhört hennes älskare, medan åklagarsidans tal skrevs av Anaximenes från Lampsacus. Enligt Athenaeus ska Hypereides, när det tycktes som om jurymedlemmarna var nära att fälla henne, ha dragit isär Frynes kläder och blottat hennes bröst inför dem för att beveka dem. Detta ska ha fått dem att gripas av rädsla för att döma en av "Afrodites prästinnor" till döden, och frikänna henne av medlidande. Denna scen är berömd i historien och har varit föremål för mängder med avbildningar och teorier. I senare målningar har Fryne dessutom avbildats fullständigt naken, medan den ursprungliga berättelsen endast säger att hennes bröst blottades.
Athenaeus version av denna scen skrevs ned på 100-talet. Enligt en tidigare version av Posidippus från Cassandreia, som skrevs cirka 290 f.Kr. och var närmare händelsen, skrivs ingenting om att Hypereides ska ha blottat Fryne inför domstolen, utan istället hur Fryne personligen tog varje medlem av juryn i hand och tårfyllt bad för sitt liv. Detta låg i linje med dåtida sed, där kvinnor ofta tilläts vädja till jurymedlemmar på detta sätt och domstolar ofta använde sig av argumentet medlidande för att frikänna kvinnor från brott. Det är därför möjligt att historien om avklädningen hittades på i efterhand.
Historien om avklädningen anses dock inte fullständigt otänkbar. Under denna tid betraktades inte blottandet av kvinnors bröst nödvändigtvis som en sexuell akt och associerades inte med enbart prostituerade, utan var en traditionellt acceptabel handling för att väcka medlidande som kunde användas även av icke prostituerade kvinnor.

## Eftermäle
Nedslagskratern Phryne på planeten Venus och asteroiden 1291 Phryne är uppkallad efter henne.